# 魏建锋
魏建锋（1966年4月—），河南禹州人，教授，博导，1991年6月参加工作，1996年5月加入中共。中华人民共和国政治人物。曾任中共渭南市委书记、陕西省人民政府副省长，现任中共湖南省委常委、省纪委书记、省监委代理主任。

## 生平
1988年毕业于西安交通大学材料科学与工程专业，1991年取得西安交大材料科学与工程专业硕士学位；1991年6月任西北工业大学材料科学与工程系教师；1996年取得西北工大材料科学与工程专业博士学位；2001年3月，任陕西省科技厅总工程师；2004年12月，任陕西省知识产权局局长；
2011年4月，任中共汉中市委常委、常务副市长；2013年4月，任中共汉中市委副书记；2013年7月，任杨凌示范区管委会常务副主任、党工委副书记（正厅级）；2018年2月，任中共陕西省委副秘书长、省委军民融合办常务副主任；2019年4月，转任中共渭南市委书记。
2021年3月，任陕西省人民政府副省长，晋升副部级。
2021年11月，转任中共湖南省委常委，次月任政法委书记。2025年5月，改任中共湖南省纪委书记、湖南省监委主任。